# ویتوریو نینو نووارز
ویتوریو نینو نووارز (ایتالیایی: Vittorio Nino Novarese؛ ۱۵ مهٔ ۱۹۰۷ – ۱۷ اکتبر ۱۹۸۳) طراح لباس اهل ایتالیا بود.
از فیلم‌هایی که وی در آن‌ها نقش داشته‌است، می‌توان به شاهین نیل، مسالینا، اورینت اکسپرس، روسینی، دختر ماتا هاری و مارکو ویسکونتی اشاره نمود.